# Futbol'nyj Klub Rostov
Il Futbol'nyj Klub «Rostov» Rostov-na-Donu (in russo Футбольный Kлуб «Ростов» Ростов-нa-Дoну?) è una società calcistica russa con sede nella città di Rostov sul Don. Milita attualmente nella Prem'er-Liga, la massima serie del campionato russo di calcio, e disputa le partite interne alla Rostov Arena (43.472 posti), il nuovo impianto costruito per ospitare alcune delle partite della fase finale dei Mondiali di calcio disputatisi in Russia nel 2018.
Il suo palmarès annovera una Coppa di Russia (2013-2014) ed un secondo posto ottenuto al termine della Prem'er-Liga 2015-2016, piazzamento che ha permesso al club di prendere parte alla fase a gironi di Champions League (passando dai turni preliminari).

## Storia

### Periodo sovietico
Fondata il 10 maggio del 1930, col nome di Sel'mašstroj; in seguito rinominata prima Sel'maš e poi Traktor, fu dal 1953 che, col nome di Torpedo, partecipò per la prima volta al campionato sovietico, partendo dalla Klass B, cioè la seconda serie. Dal 1957 al 2003 prese il nome di Rostsel'maš. Rimase in seconda serie fino alla riforma dei campionati del 1962; la riconquistò due anni dopo nel 1964, vincendo prima il proprio girone e poi la lunga serie di play-off russi.
Rimase in seconda serie fino al 1969 quando, in coincidenza con la nuova riforma dei campionati, scomparve dalla scena. Ripartì nel 1975 dalla Vtoraja Liga (la nuova terza serie). Tra il 1981 e il 1984 collezionò quattro secondo posti consecutivi, non riuscendo ad accedere ai play-off promozione; nel 1985, infine, vinse il finalmente il proprio girone e, al primo tentativo, anche quello dei play-off, tornando dopo 17 anni in seconda serie, allora nota come Pervaja Liga. Vi rimase, senza ottenere risultati di rilievo, fino alla dissoluzione dell'Unione Sovietica.

### Periodo russo

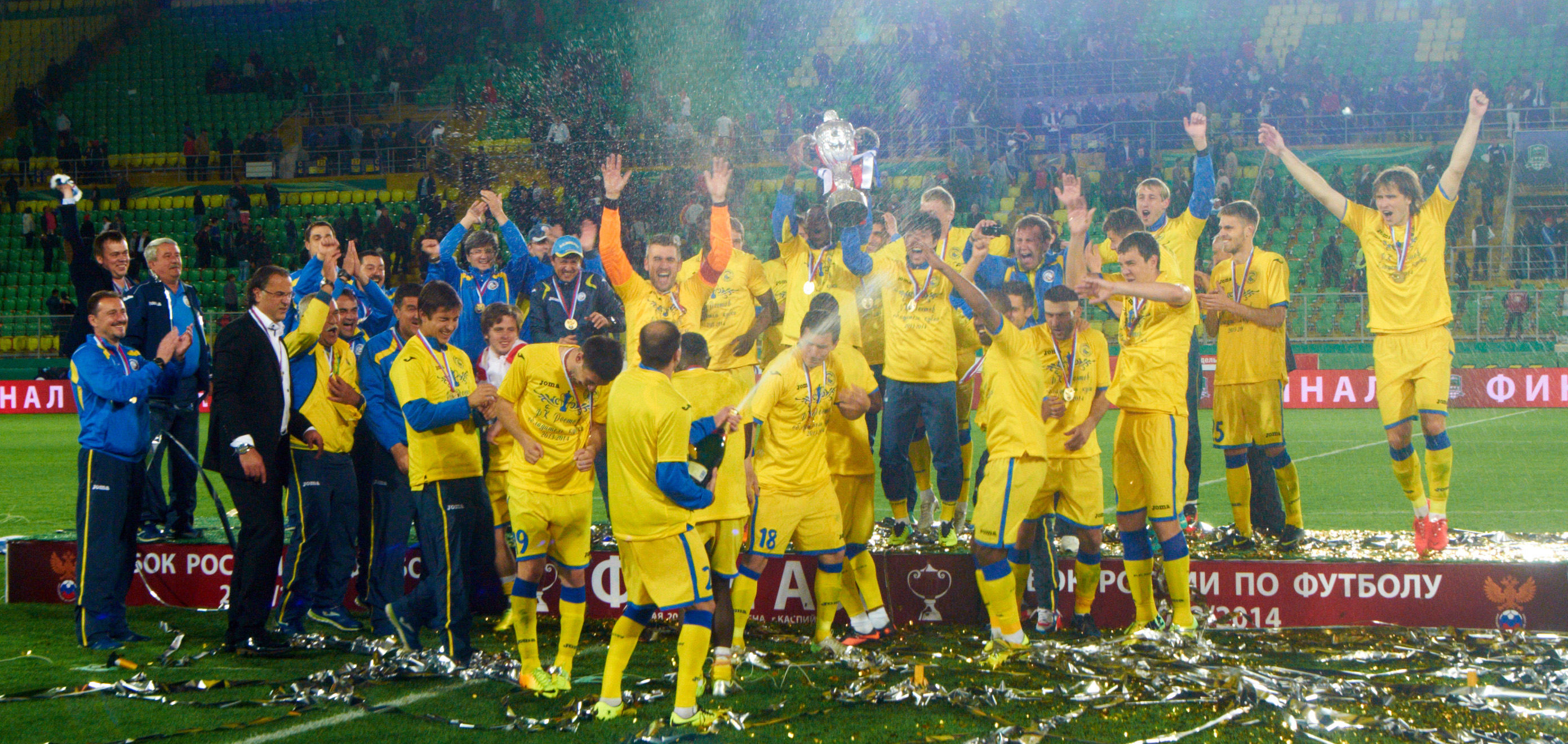
Il Rostov festeggia la conquista della Coppa di Russia 2013-2014

Con la nascita del campionato russo fu subito collocato in Vysšaja Liga, la massima serie; nel 1993, alla seconda partecipazione, fu retrocesso in seconda serie. L'anno seguente, però, finì secondo, trovando l'immediato ritorno in Vysšaja Liga. Disputò sempre campionati di medio - bassa classifica, raggiungendo come massimo risultato il sesto posto del 1998, che gli consentì l'accesso alla Coppa Intertoto 1999; in quella competizione arrivò fino in semifinale dove affrontò la Juventus, venendo sconfitta con un 9-1 complessivo (4-0 in casa e 5-1 in trasferta), e così eliminata.
Il settimo posto del 1999, gli valse la seconda partecipazione consecutiva all'Intertoto: nell'edizione del 2000 vennero immediatamente eliminati dai francesi dell'Auxerre. Da segnalare la prestazione in Coppa di Russia 2002-2003 quando per la prima volta la squadra, che in quella stagione fu rinominata Rostov, raggiunse per la prima volta la finale, perdendo contro lo Spartak Mosca.
Scesa per la seconda volta in seconda serie nel 2007, ritrovò immediatamente la promozione, vincendo la Pervyj divizion 2008, con nove punti di vantaggio sulla seconda classificata Kuban e diciassette sulla terza (prima delle non promosse).

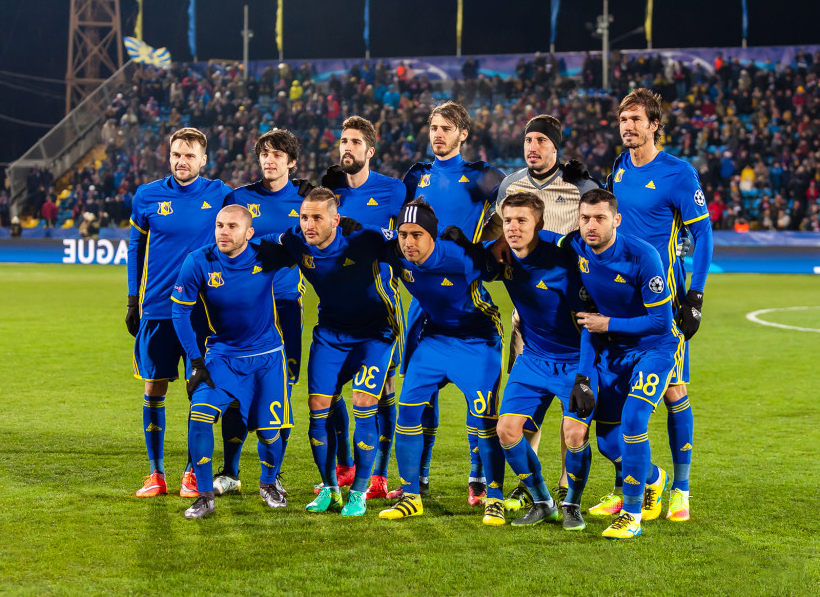
Il Rostov che ha battuto il in una partita della UEFA Champions League 2016-2017

L'8 maggio 2014 vinse per la prima volta la Coppa di Russia, battendo in finale ai rigori il Krasnodar. Nel 2014-2015 si classificò 14ª in massima divisione e dovette spareggiare con il Tosno per mantenere il posto nel campionato. Con due vittorie (1-0 e 4-1) la squadra di Rostov guadagnò la permanenza in prima serie.
Nella stagione 2015-2016 sovvertendo i pronostici si piazzò stabilmente ai vertici del campionato e soprattutto al primo posto per molte giornate. Al termine del campionato si classificò seconda, qualificandosi per i preliminari di Champions League, scavalcata solo nelle ultime giornate dal CSKA Mosca.
Superato nel terzo turno preliminare l'Anderlecht (2-2 in casa, 2-0 in Belgio), pareggiò per 1-1 contro l'Ajax ad Amsterdam e il 25 agosto 2016 ottenne la prima storica qualificazione alla Champions League grazie alla vittoria per 4-1 sugli olandesi. Il 23 novembre sconfisse il Bayern Monaco per 3-2 in casa, ottenendo la prima vittoria nella fase a gironi della competizione. Terminato al terzo posto il girone con Atlético Madrid, Bayern e PSV, fu ammesso ai sedicesimi di finale di Europa League, dove eliminò lo Sparta Praga prima di essere estromesso dal torneo dal Manchester Utd agli ottavi di finale.
Il 19 giugno 2020, in occasione della 23ª giornata di Prem'er-Liga 2019-2020, diventa la prima squadra del massimo torneo russo a subire dieci gol nella stessa partita, precisamente nel 10-1 subito in casa del Soči; in campo era scesa la formazione giovanile in quanto la prima squadra era in quarantena forzata a causa della positività al COVID-19 di sei suoi calciatori.

## Palmarès

### Competizioni nazionali
- Coppa di Russia: 1

2013-2014
- PFN Ligi: 1

2008
- Vtoraja Liga sovietica: 2

1964 (Girone 3 e Finale russa), 1985 (Girone 3 e Finale A)

### Altri piazzamenti
- Campionato russo:

Secondo posto: 2015-2016
- Coppa di Russia:

Finalista: 2002-2003, 2024-2025
Semifinalista: 2010-2011, 2011-2012, 2012-2013, 2018-2019
- Supercoppa di Russia:

Finalista: 2014
- PFN Ligi:

Secondo posto: 1994
- Coppa Intertoto UEFA:

Semifinalista: 1999

## Statistiche e record

### Partecipazione ai campionati

#### Unione Sovietica
| Livello | Categoria        | Partecipazioni | Debutto | Ultima stagione | Totale |
| ------- | ---------------- | -------------- | ------- | --------------- | ------ |
| 2º      | Klass B          | 10             | 1953    | 1962            | 21     |
| 2º      | Vtoraja Gruppa A | 5              | 1965    | 1969            | 21     |
| 2º      | Pervaja Liga     | 6              | 1986    | 1991            | 21     |
| 3º      | Klass B          | 2              | 1963    | 1964            | 13     |
| 3º      | Vtoraja Liga     | 11             | 1975    | 1985            | 13     |

#### Russia
| Livello | Categoria        | Partecipazioni | Debutto | Ultima stagione | Totale |
| ------- | ---------------- | -------------- | ------- | --------------- | ------ |
| 1º      | Vysšaja Liga     | 5              | 1992    | 1997            | 26     |
| 1º      | Vysšaja Divizion | 4              | 1998    | 2001            | 26     |
| 1º      | Prem'er-Liga     | 17             | 2002    | 2019-2020       | 26     |
| 2º      | Pervaja liga     | 1              | 1994    | 1994            | 2      |
| 2º      | Pervyj divizion  | 1              | 2008    | 2008            | 2      |

### Statistiche nelle competizioni UEFA
Tabella aggiornata alla fine della stagione 2018-2019.
| Competizione                  | Partecipazioni | G  | V | N | P | RF | RS |
| ----------------------------- | -------------- | -- | - | - | - | -- | -- |
| UEFA Champions League         | 1              | 10 | 3 | 4 | 3 | 15 | 16 |
| Coppa UEFA/UEFA Europa League | 2              | 6  | 1 | 3 | 2 | 6  | 5  |
| Coppa Intertoto               | 2              | 8  | 2 | 1 | 5 | 7  | 18 |

## Organico

### Rosa 2024-2025
Aggiornata al 27 settembre 2024.
| N. |                               | Ruolo | Calciatore              |
| -- | ----------------------------- | ----- | ----------------------- |
| 1  | Russia (bandiera)             | P     | Nikita Medvedev         |
| 5  | Russia (bandiera)             | D     | Denis Terent'ev         |
| 7  | Russia (bandiera)             | A     | Dmitrij Poloz           |
| 8  | Svezia (bandiera)             | C     | Armin Gigović           |
| 9  | Macedonia del Nord (bandiera) | A     | David Toševski          |
| 15 | Russia (bandiera)             | C     | Danil Glebov (capitano) |
| 18 | Russia (bandiera)             | D     | Konstantin Kučaev       |
| 19 | Armenia (bandiera)            | C     | Choren Bajramjan        |
| 23 | Russia (bandiera)             | C     | Roman Tugarev           |
| 24 | Russia (bandiera)             | D     | Konstantin Kovalëv      |
| 27 | Russia (bandiera)             | A     | Nikolaj Komličenko      |
| 28 | Russia (bandiera)             | D     | Evgenij Černov          |
| 29 | Russia (bandiera)             | D     | Aleksandr Muchin        |
| 30 | Russia (bandiera)             | P     | Sergej Pes'jakov        |

| N. |                        | Ruolo | Calciatore           |
| -- | ---------------------- | ----- | -------------------- |
| 32 | Russia (bandiera)      | D     | Aleksandr Smirnov    |
| 38 | Bielorussia (bandiera) | C     | Aljaksandar Sjaljava |
| 45 | Russia (bandiera)      | D     | Aleksandr Siljanov   |
| 47 | Russia (bandiera)      | C     | Daniil Utkin         |
| 55 | Russia (bandiera)      | D     | Maksim Osipenko      |
| 68 | Russia (bandiera)      | A     | Ivan Komarov         |
| 69 | Russia (bandiera)      | A     | Egor Golenkov        |
| 71 | Russia (bandiera)      | D     | Nikolaj Pojarkov     |
| 76 | Russia (bandiera)      | C     | Danila Suchomlinov   |
| 77 | Russia (bandiera)      | P     | Maksim Rudakov       |
| 87 | Russia (bandiera)      | D     | Andrej Langovič      |
| 88 | Russia (bandiera)      | C     | Kirill Ščetinin      |
| 89 | Russia (bandiera)      | A     | Artёm Ntumba         |
| 92 | Russia (bandiera)      | D     | Viktor Melëchin      |